# ماگومه کاگه‌یو
ماگومه کاگه‌یو (به ژاپنی: 馬込勘解由 まごめかげゆ)، یک نام یا لقب است که به رئیس خاندان ماگومه، که نقش دنما-یاکو (مسئول تبادل اسب) و نقش اصلی را در نیهونباشی اودنماچو نیهونباشی برای نسل‌ها بازی کرده‌است، داده شده‌است. او یکی از نام‌های شاخص در میان پیشکسوتان بود. نخستین فردی که با این عنوان شناخته می‌شود «ماگومه هیزامون» 馬込平左衛門 نام داشت. 
دختر خوانده او «اویوکی» با ویلیام آدامز (دریانورد) ازدواج کرد و بعد از ازدواج نام او به ماریا تغییر پیدا کرد.